# 芦田美歩
芦田 美歩（あしだ みふ、1997年8月2日 - ）は、日本のタレント、女優、女性プロレスラー。京都府福知山市出身。東京女子プロレス所属。血液型O型。

## 所属
- アイスリボン（2023年 - 2024年）
- 東京女子プロレス（2025年 - ）

## 経歴
小学2年から地元のチアダンススクールでチアダンスに打ち込み、福知山高等学校1年の時に全米大会で自身がセンターを務めるチームが3位入賞果たすなど実績を残す。また2012年に「ミス・ティーン・ジャパン2013」に出場しファイナリストに残る。これをきっかけにして、中学3年の時にサンズエンタテインメントに所属する。早稲田大学進学を機に上京後も、タレントや舞台女優として活動していた。
2023年5月、女子プロレス団体「アイスリボン」を運営するネオプラスとFAITHentertainmentによるプロレス映画制作プロジェクト「THE CHALLENGER－希望のリング－」において、プロレスラーとしてデビューすることを映画出演の条件としたオーディションに参加。
2023年8月26日、不思議の国のアイス2023の弓李＆藤滝明日香戦でプロレスデビューし、トトロさつきとタッグを組み、勝利。
ICE×∞王座次期挑戦者決定トーナメントでは、1回戦で藤滝明日香、準決勝で咲蘭、決勝で弓李を破り挑戦権獲得。
11月3日のICE×∞選手権試合で王者の星いぶきに挑戦するも、敗れて王座獲得ならず。
12月31日、RIBBONMANIA2023でQUEEN VALKYRIE（杏ちゃむ＆YuuRI）を破り、弓李とともにインターナショナル・リボンタッグ王座獲得。
2024年3月23日、アイスリボンマーチ2024でBIG☆DEKAI!!!（まなせゆうな＆トトロさつき）に敗れ、リボンタッグ王座陥落。
10月19日の後楽園ホール大会で真白優希が「株式会社アイスリボンの五嶋一人社長と連絡が取れない」と、音信不通と給料未払いを訴えると、25日に芦田が給与未払いを理由に翌日の大会から無期限の欠場に入ることを発表。その後、10月30日の道場マッチにて紫雷美央から12月31日をもって退団することが発表され、11月1日に退団が正式に発表された。
2025年1月1日、同日付で東京女子プロレスに入団したことが発表された。

## 得意技
- ジャーマン・スープレックス

主なフィニッシャー。アイスリボン時代から使用し、東京女子プロレスでも使用。
- チアガール

カサドーラからのジャパニーズ・レッグロール・クラッチ・ホールド
- Y字ギロチン

倒れている相手にY字開脚をしたままギロチンドロップを落とす。

## タイトル歴
アイスリボン
- 第62代インターナショナル・リボンタッグ王座（パートナーは弓李）

## 書籍

### 雑誌コラム
- 週刊新潮「私の週間食卓日記」 （2024年11月7日号、新潮社）